# A Miner's Romance
A Miner's Romance é um filme mudo norte-americano de 1914, do gênero faroeste, estrelado por Lon Chaney. O filme é agora considerado perdido.

## Elenco
- Murdock MacQuarrie - Bob Jenkins
- Agnes Vernon - Lucy Williams
- Lon Chaney - John Burns
- Seymour Hastings - Dave Williams